# Ascidonia flavomaculata
Ascidonia flavomaculata is een garnalensoort uit de familie van de Palaemonidae. De wetenschappelijke naam van de soort is voor het eerst geldig gepubliceerd in 1864 door Heller.